# Selenocosmia kovariki
Selenocosmia kovariki is een spinnensoort in de taxonomische indeling van de vogelspinnen (Theraphosidae).
Het dier behoort tot het geslacht Selenocosmia. De wetenschappelijke naam van de soort werd voor het eerst geldig gepubliceerd in 1995 door Joachim Schmidt & Otto Krause.